# Gare de Saint-Germain - Saint-Rémy
Gare de Saint-Germain - Saint-Rémy vasútállomás Franciaországban, Saint-Germain-sur-Avre településen.

## Vasútvonalak
Az állomást az alábbi vasútvonalak érintik:
- Saint-Cyr-Surdon-vasútvonal

## Kapcsolódó állomások
A vasútállomáshoz az alábbi állomások vannak a legközelebb: